# Josh Fortune
Joshua Demetri "Josh" Fortune (Hampton, Virginia, 1 de septiembre de 1994) es un baloncestista estadounidense que pertenece a la plantilla del GTK Gliwice de la Polska Liga Koszykówki, la primera categoría del baloncesto polaca. Con 1,96 metros de estatura, juega en la posición de escolta.

## Trayectoria deportiva

### Universidad
Jugó dos temporadas con los Friars del Providence College, en las que promedió 7,0 puntos, 2,7 rebotes y 1,8 asistencias por partido. En julio de 2014 fue transferido a los Buffaloes de la Universidad de Colorado, donde, tras cumplir el año de inactividad que impone la NCAA, jugó dos temporadas más, en las que promedió 8,2 puntos y 3,5 rebotes por encuentro.

### Profesional
Tras no ser elegido en el Draft de la NBA de 2017, firmó su primer contrato profesional con el Naturtex-SZTE-Szedeák de la Primera División de Hungría, donde jugó una temporada como titular, en la que promedió 15,8 puntos y 4,1 rebotes por partido.
En noviembre de 2018 firmó con el BV Chemnitz 99 de la ProA, la segunda división alemana.
En verano de 2021, firma por el Larisa B.C. de la A1 Ethniki, para disputar la temporada 2021-22.
El 24 de noviembre de 2021, tras rescindir su contrato con Larisa B.C., firma por el GTK Gliwice de la Polska Liga Koszykówki, la primera categoría del baloncesto polaca.